# ادمون بلانشارد
ادمون بلانشارد هو محامي وقاضي وسياسي كندي، ولد في 31 مايو 1954 في أتولفيل في كندا، وتوفي في 27 يونيو 2014 في أوتاوا في كندا. انتخب عضو الجمعية التشريعية لنيو برونزويك ‏.